# تپه بلچاک
تپه بلچاک مربوط به هزاره اول (پیش از میلاد) است و در شهرستان پیرانشهر، بخش مرکزی، دهستان لاهیجان، روستای گردگوران واقع شده است. این اثر در تاریخ ۳۰ دی ۱۳۸۵ با شمارهٔ ثبت ۱۶۸۴۱ به عنوان یکی از آثار ملی ایران به ثبت رسیده است.